# Bernardo Neustadt
Bernardo Neustadt  (Iași, Rumania, 25 de enero de 1925 - Martínez, Buenos Aires, Argentina, 7 de junio de 2008) fue un periodista argentino de origen rumano. Durante 30 años condujo el programa televisivo Tiempo Nuevo, desde donde fue el primero en hacer periodismo político de opinión por televisión en Argentina. Durante la dictadura cívico-militar de 1976-1983 y los gobiernos democráticos de Raúl Alfonsín y Carlos Menem, fue uno de los profesionales más influyentes de la Argentina, siempre vinculado a los principales grupos económicos locales y extranjeros, que auspiciaban sus programas.

## Biografía
Nació el 25 de enero de 1925, en Rumania, hijo de Marco Neustadt (n. c. 1902) y Etty Regenstraich (n. c. 1902), un matrimonio judío de escasos recursos económicos que consiguió emigrar a Argentina gracias a varios trabajos que el padre había realizado para la Legación del país austral; Marcos y Bernardo arriban el 1 de julio de 1928, mientras que Etty y Minel (el hijo menor) lo hacen el 18 de octubre del mismo año. Al poco de llegar al país, la madre abandonó a Bernardo en el internado católico San Vicente de Paul en la ciudad de La Plata, y se quedó con su hermano. En el internado se convirtió al catolicismo, fue monaguillo, destacó en los estudios y a los trece años le invitaron a marcharse.
A los 14 años, ingresó a trabajar en el periódico La Nación. Fue cronista deportivo en sus comienzos y dirigió la revista Vasto Mundo.

### Gobierno dePerón
Comenzó a desempeñarse en el Congreso como cronista parlamentario de la revista Pie de Pagina, en la que publicaba diálogos ficticios bajo el seudónimo de "El Ratón de la Rotonda". A partir de mayo de 1953, agregó la tarea de jefe de prensa del Consejo Superior Peronista. En octubre de 1954, Neustadt pasó a la Secretaría de Estado de Asuntos Políticos, donde fue ascendido a director general de Relaciones con las Organizaciones del Pueblo.
Fue secretario privado del vicepresidente de la Nación, contraalmirante Alberto Teisaire (1954-1955).
En el sitio web de Neustadt, se describen sus funciones en el gobierno peronista:

El 7 de octubre de 1954 por decreto del Poder Ejecutivo se lo designó Secretario General y Director General de Relaciones con las Organizaciones del Pueblo. A los dos meses se le empezó a plantear que no podía seguir trabajando sin su carné de afiliación. Se negó a alinearse al justicialismo: fue echado y la Secretaria se disolvió.

Sin embargo, en un documento del 19 de noviembre de 1952, bajo el clásico sello justicialista consta que "el ciudadano Neustadt Bernardo, matrícula individual Nº 4.232.285, clase 1925, es afiliado al Partido Peronista". Dado que las afiliaciones al partido peronista eran en algunos casos compulsivas esto no implica que lo explicado en su sitio sea falso.
También trabajo en Radio Rivadavia y en el diario Crítica.El abogado Carlos Alejandro Infante publicó en 1987 una extensa carta de lectores que reprodujo Jorge Fernández Díaz, autor de la biografía de Bernardo Neustadt:
“Yo lo conocía del año 50 o 52 cuando era secretario del almirante Tessaire y solía visitar a empresarios para recabar fondos para el Partido Peronista, deslizando lo conveniente que tal cosa era. (...) Entrevisté al almirante Tessaire... y desmintió que él hubiera autorizado tales gestiones”.[cita requerida]
Infante tenía sus oficinas en las esquinas de Diagonal Sur y Moreno, casualmente frente al local donde Neustadt atendía la jefatura de prensa del Consejo Superior Peronista.
“Cuando la derrota de Perón era inevitable, el señor Neustadt comenzó a retirar, en camiones, biblioratos sacados de sus oficinas, cuyo contenido ignoro, pero que debían ser importantes por la preocupación que le generaban”, comenta Infante. “Como el trámite era lento, comenzaron a arrojar los documentos desde el quinto, sexto y séptimo piso a la vereda, donde procedían a quemarlos”.
A Neustadt lo encerraron dos días en la comisaría de la Cámara de Senadores y luego lo trasladaron a la Penitenciaría Nacional.

### Comienzos en el periodismo político
Fue en Clarín donde se terminó por dedicar al periodismo político. Allí compartió la redacción con Jacobo Timerman, con quien tuvo amplias discrepancias. En 1961, llegó por primera vez a la televisión, en la que trabajó con Lidia Satragno ("Pinky"), en Nosotros. En 1964 fundó la revista Todo y en 1965 el mensuario Extra. 
En 1966 dio inicio al programa político Tiempo Nuevo, que lo llevaría al primer plano nacional durante tres décadas, y por el que desfilaría toda la dirigencia política y militar argentina. En ese programa, utilizó recursos comunicativos que serían muy recordados, como dirigirse a "Doña Rosa", un arquetipo del ama de casa argentina, o frases como "lo dejamos ahí", "terminé" y "duermo cuatro horas". 
Incluyó en su programa a Mariano Grondona, quien había sido un abogado conservador, otorgándole el papel de intelectual reflexivo que lo haría famoso (con el tiempo, Grondona se independizó con su programa Hora Clave). 
Se lo acusa de que desde su participación en la revista Todo incitó a las fuerzas armadas a levantarse contra el gobierno de Arturo Illia. Dicho levantamiento se materializaría en el golpe de Estado del 28 de junio de 1966.
En 1975, empezó a trabajar en la revista Periscopio, revista de economía y negocios. Condujo programas de radio: En privado y  El clan del aire (ambos por Radio Mitre), Belgrano Show (Radio Belgrano), Nuevo día (Radio América y Mitre), De vuelta (Radio Del Plata y Radio Continental), Prohibido para hombres (Radio Nacional) y Despertando con Bernardo Neustadt (Radio Rivadavia). En sus emisiones se dieron a conocer periodistas como Sergio Lapegüe, María Laura Santillán, José "Pepe" Eliaschev, Magdalena Ruiz Guiñazú, Marcelo Longobardi, Alfredo Leuco y Eduardo Feinmann.
A comienzos de 1976, el gobierno de Isabel Perón ordenó la suspensión de su programa de TV Tiempo nuevo, que se emitía por Canal 13, perteneciente al estado argentino desde agosto de 1974.
En 1987 obtuvo el Premio Konex de Platino por su labor periodística televisiva.

### Dictadura militar argentina (1976-1983)
Ha sido acusado de defender a la dictadura que gobernó el país entre 1976 y 1983 desde su programa de televisión. Sin embargo, él mismo ha desmentido esto, refiriendo que durante la dictadura sufrió el robo violento de archivos de su oficina, hecho adjudicado a Emilio Massera, así como que su programa fue levantado por la Junta Militar en más de una ocasión.[cita requerida]
En noviembre de 1976 hubo elecciones presidenciales en Estados Unidos y Neustadt viajó a cubrirlas para la revista Extra. Dio charlas para estudiantes, en las que pretendía explicar que la represión era la respuesta legítima a la guerrilla. Sin embargo, se encontró con un público hostil. «Paso por las universidades norteamericanas explicando la situación argentina desde mi óptica. Preguntan desesperadamente por los derechos humanos», escribió Neustadt en una nota. «Hay una fuerte campaña contra el país y sus autoridades en los medios de comunicación», concluyó, sorprendido por la imagen que tenían de la dictadura argentina en los Estados Unidos.
Su programa de televisión Tiempo Nuevo fue sacado del aire por los militares en ejercicio del poder. En este ciclo, entrevistó en una ocasión a la periodista italiana Oriana Fallaci, la cual arremetió contra Neustadt y Grondona:

Estamos ante un gobierno militar que ha violado los mas elementales derechos del hombre, que ha secuestrado, torturado y matado a hombres de la cultura, de la prensa, del periodismo.... y en ese marco los encuentro a ustedes dos, en televisión, muy tranquilos, con un programa que se transmite semana tras semana desde hace años... Es obvio que ustedes están aquí, y están vivos... porque son cómplices de lo que ha estado sucediendo.

Desde la radio, con su programa Nuevo Día, fue una de las pocas voces que se alzaron contra la guerra de las Malvinas, y predijo que Margaret Thatcher iba a «devolverle la democracia a los argentinos», hecho que fue repudiado, y que le valió amenazas contra él y sus auspiciantes. Aunque también, desde su programa de televisión, promovió el conflicto, junto a Grondona, en su programa “Tiempo Nuevo", por Canal 13. "La guerra moviliza, cohesiona... ¿Y la paz? Porque la paz no incendia, Achancha, achata, tritura... Y ahora que estamos ganando, estamos en busca de la paz".

### Retorno de la democracia

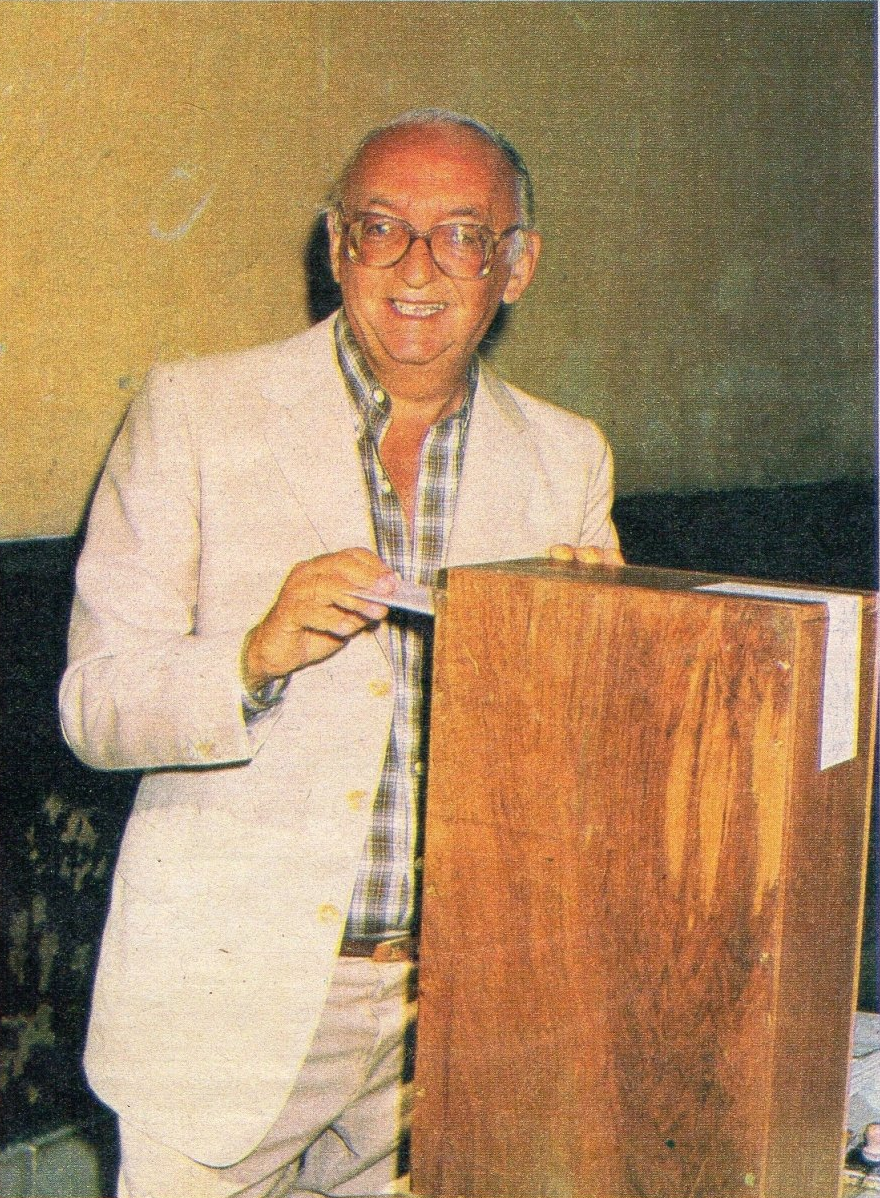
Neustadt votando en las elecciones presidenciales de 1983, que marcaron la restauración definitiva de la democracia en la Argentina.

Fue muy crítico con el gobierno de Raúl Alfonsín en lo que hizo al manejo de la economía. Esto le valió una citación del propio Alfonsín a la quinta presidencial de Olivos. Durante este gobierno su programa volvió a ser levantado. Fue una de las voces más influyentes pidiendo por la privatización de la Empresa Nacional de Telecomunicaciones EnTel, y debido a esto en 1987 fue agredido en la puerta de Canal 13 por empleados y delegados de dicha repartición. 
En 1989, Neustadt tuvo un enfrentamiento, por razones políticas y profesionales, con Mariano Grondona, quien había sido su compañero de programa por casi 30 años, cuando se separaron. Años después recompondrían su relación personal, pero salvo algún evento ocasional, no volverían a trabajar juntos.
En el desempeño de su oficio, hizo públicas sus ideas conservadoras y antiperonistas, su adhesión a la candidatura del radical Eduardo Angeloz en 1989 y su apoyo al gobierno del peronista Carlos Menem, durante el cual llegó a organizar en 1990 una manifestación popular de apoyo al gobierno en la Plaza de Mayo que él denominó como Plaza de Sí. 
En 1991 sufrió un secuestro por parte del grupo guerrillero Pillos al parlamento durante un breve lapso de 31 minutos. Neudstat pudo confirmar que estuvo retenido a metros del lugar donde nació el astro del fútbol mundial Diego Armando Maradona, dado que logró escuchar la voz de la Tota Maradona mientras hacía milanesas. Es a partir de la intervención de la progenitora del genio futbolístico que se logra la mediación de un joven músico Pablo Lescano, el cual logra su liberación. No se saben las causas de su retención pero se especula que los pillos habrían brindado información confidencial sobre Julio María Sanguinetti y sus preferencias sexuales.
En 1992, fue uno de los primeros periodistas políticos en mediatizarse. Su fama lo posicionó muy alto con su programa Tiempo Nuevo. En plena época del menemismo, fue fotografiado en la playa junto a su esposa para la revista Caras; en aquella foto, la cual no fue tomada con mala intención, se puede observar que un testículo se asoma por entre el short. Esta foto fue inclusive publicada en la revista, lo cual se descubrió el detalle demasiado tarde como para volver atrás.
En 1998, empezó a trabajar en Radio La Red, su programa radial  fue distinguido con el premio Martín Fierro, un premio Santa Clara de Asís y, en el 2000, fue premiado con dos medallas por "Mensaje ecológico" y "Mejor mensaje religioso" en el Festival de Radio Internacional de Nueva York.
En 2008, adoptó una oposición política frontal al kirchnerismo, tanto desde el diario Ámbito Financiero como de su blog, en el que escribió hasta el día anterior a su muerte.

## Polémicas del periodista

### Acercamiento al poder económico y político
Neustadt fue frecuentemente criticado por su estrecha vinculación con los principales grupos económicos y con figuras del poder político. Se lo presentó como un vocero de la «opinión pública», especialmente de la clase media, adoptando una retórica que reforzaba la percepción de sometimiento mediático y de representación de intereses ajenos a los principios periodísticos tradicionales.

### Apoyo a las políticas menemistas y acto "Plaza del Sí"
Durante el menemismo, Neustadt defendió abiertamente las políticas neoliberales del presidente Carlos Menem, como la privatización de empresas estatales y la convertibilidad del peso. En 1990, convocó una manifestación en Plaza de Mayo denominada "Plaza del Sí", con clara orientación a avalar públicamente al gobierno de turno; esto generó críticas sobre su imparcialidad y el papel del periodismo como actor político.

## Fallecimiento
En 1996 había sido operado del corazón en el Instituto Cardiovascular de Buenos Aires, mediante angioplastia coronaria con stent, por los doctores Luis de la Fuente y Jorge Belardi. Murió el 7 de junio de 2008 de un paro cardiorrespiratorio mientras almorzaba en su casa en Martínez, a los 83 años. El padre Raúl Siders, párroco del colegio San Vicente de La Plata, al que concurrió el creador de Tiempo Nuevo durante su niñez, ofició el responso previo a la inhumación. "Aprendió a amar desde la falta de amor. Bernardo siempre decía que cuando llegara al cielo, lo primero que iba a hacer era preguntarle a su mamá por qué lo había dejado pupilo en el colegio y se había quedado con su hermano. Esa pregunta ya fue respondida", expresó el sacerdote, ante el silencio de los presentes.
Como dato de color, durante la despedida de sus restos mortales y siendo captado por las cámaras de Crónica TV, un amigo suyo comenzó a tararear "Fuga y misterio" de Astor Piazzolla, la cual fue la cortina de su programa Tiempo Nuevo. Esta peculiar escena es recordada,[¿por quién?] siendo uno de los tantos memes que ha dado la televisión argentina.